# Młyn Żurawno
Młyn Żurawno (deutsch Kaltfließmühle, auch: Mühle Kaltfließ) ist ein Ort in der polnischen Woiwodschaft Ermland-Masuren. Er gehört zur Gmina Jonkowo (Landgemeinde Jonkendorf) im Powiat Olsztyński (Kreis Allenstein).

## Geographische Lage
Młyn Żurawno liegt am Südufer der Alle (polnisch Łyna, hier Stara Łyna (= „Alte Alle“) genannt) im Westen der Woiwodschaft Ermland-Masuren, 200 Meter südlich von Żurawno (Kaltfließ) und sieben Kilometer nordwestlich der Stadt Olsztyn (Allenstein).

## Geschichte
Im Jahre 1380 wurde die Handfeste über die Wassermühle zu Kulmer Recht ausgegeben. 1447 ging sie in das Eigentum des Ermländer Domkapitels über, und 1504 wurde sie verkauft. Am 14. Januar 1530 erfolgte die Erneuerung der Handfeste für das köllmische Gut.
1785 wurde die köllmische Mühle mit einer Feuerstelle im Amt Allenstein, Kreis Heilsberg, genannt, 1820 waren es zwei Feuerstellen bei 13 Einwohnern, und die Volkszählung am 3. Dezember 1861 ergab zwei Wohngebäude mit weiterhin 13 Einwohnern.
Als 1874 der Amtsbezirk Göttkendorf (polnisch Gutkowo) errichtet wurde, wurde Kaltfließmühle eingegliedert. Drei Wohngebäude bei 23 Einwohnern erbrachte die Volkszählung am 1. Dezember 1905 für Kaltfließmühle.
Am 9. Dezember 1907 und am 12. März 1908 wurde Kaltfließmühle zusammen mit dem Nachbarort Żurawno (Kaltfließ) nach Göttkendorf (polnisch Göttkendorf) eingemeindet.
Als 1945 in Kriegsfolge das gesamte südliche Ostpreußen an Polen überstellt wurde, erhielt Kaltfließmühle die polnische Namensform „Młyn Żurawno“, fand aber keine offizielle Aufmerksamkeit und dürfte wohl in Wilimowo (Wilhelmsthal) aufgegangen, in dessen Hausnummer-Zählung die kleine Siedlung einbezogen wurde. Damit hat sie Teil an der Landgemeinde Jonkowo (Jonkendorf) im Powiat Olsztyński (Kreis Allenstein).

## Kirche
Kaltfließmühle resp. Młyn Żurawno war und ist in die Christus-Erlöser-Kirche Olsztyn eingegliedert. Römisch-katholischerseits gehört der Ort nach wie vor zur Pfarrei Gutkowo (Götkendorf), die jetzt im Stadtteil Olsztyn Gutkowo liegt.

## Verkehr
Młyn Żurawno liegt an einer Nebenstraße, die von Olsztyn Gutkowo über Wilimowo (Wilhelmsthal) nach Żurawno führt. Eine Bahnanbindung besteht nicht.